# Ángel Rivera
Ángel Daniel Rivera Cuencas (Bayamón, 17 marzo 1995) è un ex cestista portoricano con cittadinanza americo-verginiana.

## Carriera
Con le Isole Vergini Americane ha disputato i Campionati americani del 2017.